# Navia pulvinata
Navia pulvinata är en gräsväxtart som beskrevs av Lyman Bradford Smith. Navia pulvinata ingår i släktet Navia och familjen Bromeliaceae. Inga underarter finns listade i Catalogue of Life.